# Нітрування
Нітрува́ння (англ. nitration) — реакція введення нітрогрупи в молекули органічних сполук під дією
нітруючих агентів (зазвичай це суміш концентрованої сульфатної та концентрованої нітратної кислоти), що здійснюється шляхом заміни атома H або деяких полярних груп:
{\displaystyle \mathrm {Ar{-}H+HNO_{3}\ {\xrightarrow {H_{2}SO_{4}}}\ Ar{-}NO_{2}} }
{\displaystyle \mathrm {RCH{=}CH_{2}+HNO_{3}\ {\xrightarrow {(CH_{3}CO)_{2}O}}\ RCH(OCOCH_{3}){-}CH_{2}NO_{2}} }

## Механізм
Нітрування є реакцією електрофільного заміщення. Діючою частинкою у реакціях є іон нітронію NO2+. Оскільки сульфатна кислота є сильнішою за нітратну, а остання є амфотерною сполукою, хоча її основні властивості дуже слабкі, нітратна кислота взаємодіє з сульфатною як основа. Далі утворена протонована кислота розпадається з утворенням нітроній-катіона:
{\displaystyle {\ce {H2SO4 + HNO3 <=> HSO4- + H2NO3+}}}
{\displaystyle {\ce {H2NO3+ <=>H2O + NO2+}}}
Утворений іон є електрофілом, і він взаємодіє з органічною сполукою, заміщуючи в ній атом водню. Спочатку утворюється π-комплекс, який повільно перетворюється на σ-комплекс:
{\displaystyle {\ce {Ar-H + NO2+ ->Ar-NO2 + H+}}}
Катіон водню приєднується до гідросульфат-аніона і таким чином каталізатор, приєднується до води, або сам приєднується до наступної молекули HNO3:
{\displaystyle {\ce {H+ + HSO4- ->H2SO4}}} або
{\displaystyle {\ce {H+ + H2O ->H3O+}}} або
{\displaystyle {\ce {H+ + HNO3 -> H2NO3+}}}